# Lacinipolia doira
Lacinipolia doira là một loài bướm đêm trong họ Noctuidae.